# Maximilian Moser (Koch)
Maximilian Moser (* 11. September 1985 in München) ist ein deutscher Koch. Seit 2014 ist sein Restaurant Aubergine in Starnberg mit einem Michelin-Stern ausgezeichnet.

## Stationen
Nach einer Ausbildung als Koch 2004 im Alois Dallmayr in München war Moser im Biohotel Stanglwirt in Going am Wilden Kaiser sowie ein weiteres Jahr im Restaurant Sonne in Scheunenberg bei Bern in der Schweiz tätig. Zurück in München kochte er in Mario Gambas Acquarello (ein Michelinstern).
Von 2007 bis 2009 kochte Moser im Restaurant Oliv’s im neu eröffneten Hotel Vier Jahreszeiten Starnberg bei André Kracht. Dann wechselte er wieder nach Österreich zum Restaurant des Dorint in Seefeld in Tirol und im A-ROSA in Kitzbühel. 2011 kehrte er nach München zurück und wurde Küchenchef im Restaurant des neu eröffneten Leonardo Royal Hotel am Frankfurter Ring.
Ende 2012 wurde das Starnberger Hotel Vier Jahreszeiten, in dem er bereits Ende der 2010er Jahre kochte, um einen Wintergarten-Anbau erweitert, der das neue Gourmetrestaurant Aubergine aufnahm. Der Küchenchef Michael Schneider holte Moser nach Starnberg, wo Moser nach dem Ausscheiden von Schneider selbst die Küche des Aubergine als Chef übernahm.
Das Restaurant wurde unter seiner Leitung im November 2014 mit einem Michelin-Stern ausgezeichnet. Moser bewirtet in seinem Restaurant auf 80 m² maximal 44 Gäste.

## Auszeichnungen
- Guide Michelin 2015 (1 Michelin-Stern)
- Gault Millau 2016 (1 Haube, 14 Punkte)
- Feinschmecker (FF)